# The Look
"The Look" é um canção escrita por Per Gessle e gravada pelo duo Roxette. Foi lançada no início de 1989 como o quarto single de seu segundo álbum de estúdio, Look Sharp! (1988). Tornou-se um sucesso internacional e foi um dos singles de maior sucesso de 1989.
A canção é considerada como a causa da descoberta internacional da dupla, finalmente expondo sua música a consumidores fora da Suécia e da Europa, após algumas tentativas fracassadas. Ela ocupou o #1 lugar no ranking Billboard Hot 100 em 1989 e alcançou o #7 lugar no UK singles chart e também foi #1 no Brasil.

## Antecedentes
A dupla sueca Roxette lançou seu segundo álbum, Look Sharp! e partiu por uma turnê pela Suécia. O álbum foi um triunfo em sua terra-natal, mas um fracasso em outros países onde foi lançado. No entanto, um estudante norte-americano de que acabara de regressar da Suécia após um período de intercêmbio cultural insistiu para que a rádio KDWB FM, de Minneapolis, executasse "The Look". A partir daí, cópias em fitas cassete de "The Look" passaram a ser espalhadas pelos Estados Unidos. De repente, o Roxette possuía um single de sucesso nos Estados Unidos, embora nenhum produto da dupla houvesse sido sido oficialmente lançado por lá. Quando ele finalmente foi lançado, ele foi capaz de estrear no Billboard Hot 100 como #50 - algo incomum à época para um artista novato - e rapidamente passou a ocupar a #23 posição. 
O "na na na na na ..." presente nos momentos finais de "The Look" ostenta uma comparação direta com o fim da canção "Hey Jude" do Beatles, que apresenta o mesmo padrão. Há também uma canção de Prince, "U Got The Look", incluída no álbum Sign o' the Times, que apresenta semelhanças com a canção da dupla sueca. 
Os versos da canção também são semelhantes ao do single "Pour Some Sugar on Me", de Def Leppard. 
De acordo com Gessle, os dois primeiros versos foram um guia para a letra, mas foram mantidos mesmo assim: 
"Andar como um homem, batendo como um martelo" ... os dois primeiros versos são um guia para a letra, palavras apenas rascunhadas para ter algo para cantar. Não foi possível chegar a algo melhor, por isso, mantive-as. Todo mundo tem um pouco de sorte às vezes ... 

Per Gessle,livreto de Don't Bore Us, Get to the Chorus!.

## Faixas
Todos os formatos (CD 3", CD 5" e Vinil de 12") foram lançados em 12 de janeiro de 1989 (pela EMI/Parlophone; 1.363.337). A primeira edição do vinyls foi em vinil vermelho. 

### Single 7"
1. "The Look" (3:56)
2. "Silver Blue" (demo) (4:05)

### Maxi 12"
1. "The Look" (headdrum mix) (7:16)
2. "The Look" (7" version) (3:56)
3. "Silver Blue" (demo) (4:05)

### CD Maxi
1. "The Look" (head-drum-mix) (7:22)
2. "The Look" (7" version) (3:58)

"Silver Blue" (demo) (4:06) 
"Sleeping Single" (demo) (3:46) 

### 12" Remixes
1. "The Look" (Visible Mix) (6:03)
2. "The Look" (Power Radio Mix) (4:09)
3. "The Look" (Big Red Mix) (7:33)
4. "The Look" (Invisível dub) (5:11)
5. "Silver Blue" (demo) (4:00)

## The Look '95
"The Look '95" é uma versão remixada do sucesso do Roxette e foi lançada comercialmente apenas no Reino Unido na compilação Don't Bore Us - Get to the Chorus! Roxette's Greatest Hits. Embora não tenha sido um lançamento mundial, "The Look '95" foi incluída como faixa bônus do single "She Doesn't Live Here Anymore".

### Faixas

#### CD Maxi 1
1. "The Look" (chaps 1995 remix) (5:08)
2. "The Look" (chaps donna bass mix) (6:53)
3. "The Look" (rapino club mix) (5:22)
4. "The Look" (rapino dub mix) (5:14)

#### CD Maxi 2
1. "The Look" (chaps 1995 remix) (5:10)
2. "The Look" (original version) (3:59)
3. "Crazy About You" (3:59)
4. "Dressed for Success" (U.S. mix) (4:53)

## Covers
Uma versão cover de "The Look" foi gravada em língua inglesa pela banda espanhola The Stunned Parrots.

## Desempenho nas paradas musicais
| Parada musical (1989)              | Posição Máxima |
| ---------------------------------- | -------------- |
| U.S. Billboard Hot 100             | 1              |
| U.S. Billboard Hot Dance Club Play | 47             |
| U.S. ARC Weekly Top 40             | 1              |
| Australian ARIA Singles Chart      | 1              |
| Austrian Singles Chart             | 2              |
| Dutch Singles Chart                | 2              |
| French Singles Chart               | 12             |
| German Singles Chart               | 1              |
| Irish Singles Chart                | 10             |
| Italian Singles Chart              | 1              |
| New Zealand Singles Chart          | 1              |
| Norwegian Singles Chart            | 1              |
| Swedish Singles Chart              | 6              |
| Swiss Singles Chart                | 1              |
| UK Singles Chart                   | 7              |
| Parada musical (1995)              | Posição Máxima |
| UK Singles Chart                   | 28             |